# Národní park Vysoké Taury
Národní park Vysoké Taury (německy Nationalpark Hohe Tauern) je jeden z národních parků v Rakousku. Nachází se na pomezí rakouských spolkových zemí Salcbursko, Korutany a Tyrolsko v pohoří Vysoké Taury. Má rozlohu 1856 km² a je tak největším národním parkem v Rakousku a také v Alpách. Vyhlášen byl v roce 1981 jako první národní park v Rakousku. Sídla parku jsou v Heilingblutu a v obci Neukirchen am Grossvenediger.

## Povrch a vodstvo

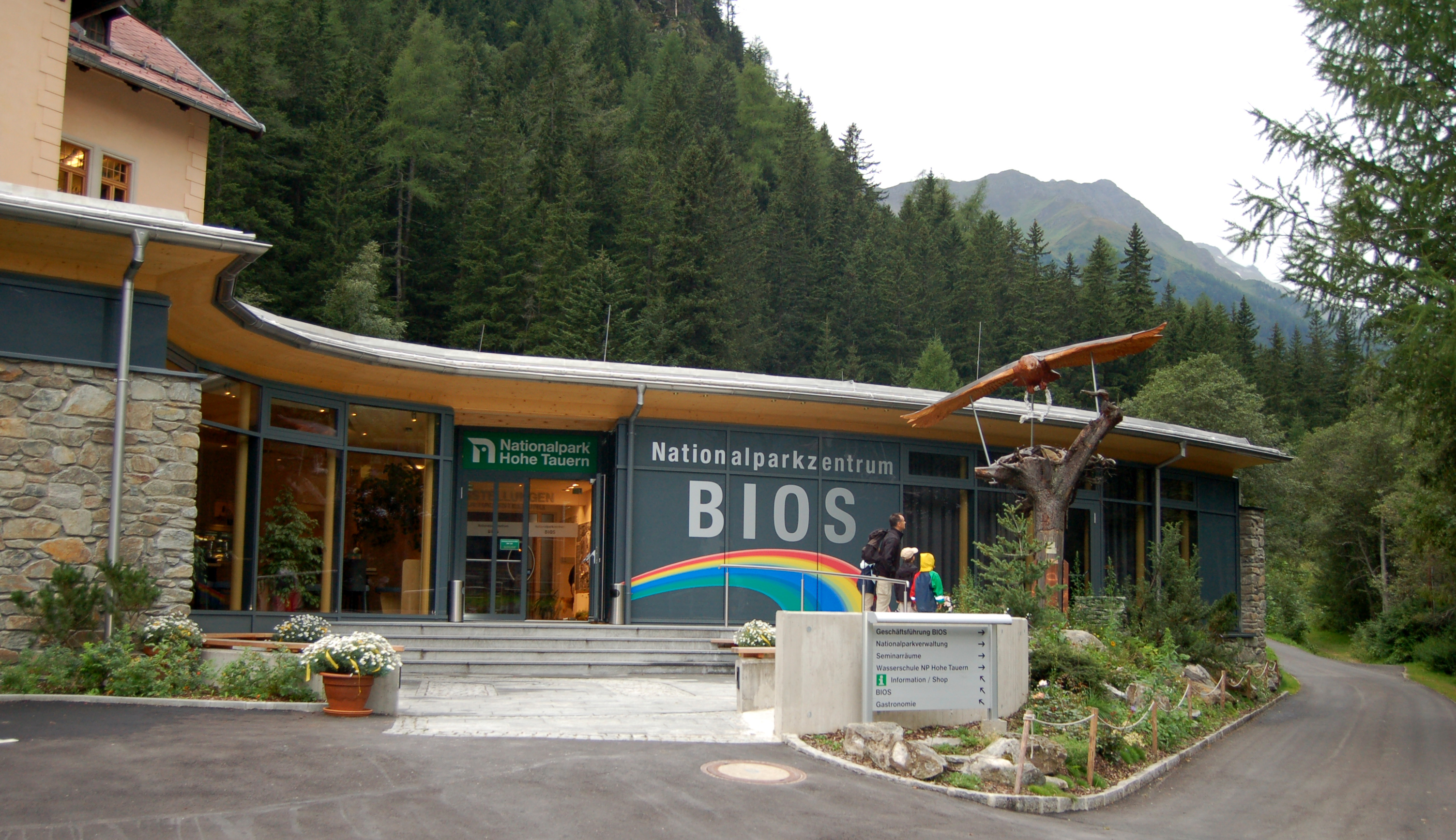
Informační centrum národního parku v Mallnitzu

Na území národního parku se nachází přes 300 vrcholů s výškou kolem 3000 m včetně Grossglockneru (3798 m, nejvyšší hora Rakouska), Grossvenedigeru (3666 m, čtvrtá nejvyšší hora Rakouska) a Grosses Wiesbachhornu (3564 m, devátá nejvyšší hora Rakouska). Nejvyšší partie jsou značně zaledněny - leží tu 246 ledovců, mezi nimi i Pasterze, největší rakouský ledovec (2400 ha). Hlavní hřeben Vysokých Taur je součástí hlavního evropského rozvodí - severní část národního parku náleží do povodí Salzachu, jižní do povodí Drávy. Prudké a vodné říčky a potoky tu vytvářejí četné vodopády - Walcherfall (nejvyšší vodopád v Rakousku, 500 m), Krimmlské vodopády (druhý nejvyšší vodopád v Rakousku, 380 m), Jungfernsprung (šestý nejvyšší vodopád v Rakousku, 130 m). V náplavech horských říček se nachází mnoho zajímavých hornin a minerálů - v údolí Habachu je jediné místo v Evropě, kde se v minulosti těžil smaragd (dnes zde vede naučná stezka).

## Vegetace a zvířata
V nižších partiích parku rostou lesy, jejichž horní hranice probíhá ve výšce zhruba 2200 m. Nad touto hranicí rostou porosty kosodřeviny, borůvčí, rododendronů a zakrslých vrb. Významnými lokalitami jsou pralesovité porosty u obcí Fusch a Rauris a také rašeliniště s četnými jezírky u Uttendorfu.
Na území národního parku bylo zaznamenáno na 10 000 druhů živočichů a 1 800 druhů rostlin. K nejpopulárnějším zde žijícím živočichům patří kamzík horský, kozorožec horský, orel skalní, sup bělohlavý a orlosup bradatý.

## Doprava
Územím národního parku prochází i panoramatické silnice - Grossglocknerská vysokohorská silnice spojující Slacbursko a Korutany a Gerloská alpská silnice spojující Tyrolsko a Salcbursko.